# Гельга Ніссен Мастгофф
Гельга Ніссен Мастгофф (нім. Helga Niessen Masthoff; нар. 11 листопада 1941) — колишня німецька тенісистка.
Найвищу одиночну позицію світового рейтингу — 6 місце досягла 1970 року.
Найвищим досягненням на турнірах Великого шолома були фінали в одиночному та парному розрядах.

## Фінали турнірів Великого шолома

### Одиночний розряд (1 поразка)
| Результат | Рік  | Турнір                                    | Покриття | Суперниця     | Рахунок  |
| --------- | ---- | ----------------------------------------- | -------- | ------------- | -------- |
| Поразка   | 1970 | Відкритий чемпіонат Франції з тенісу 1970 | Ґрунт    | Маргарет Корт | 2–6, 4–6 |

### Парний розряд (1 поразка)
| Результат | Рік  | Турнір                                    | Покриття | Партнерка     | Суперниці                      | Рахунок       |
| --------- | ---- | ----------------------------------------- | -------- | ------------- | ------------------------------ | ------------- |
| Поразка   | 1976 | Відкритий чемпіонат Франції з тенісу 1976 | Ґрунт    | Кетлін Гартер | Гейл Шанфро Фйорелла Бонічеллі | 4–6, 6–1, 3–6 |

## Часова шкала турнірів Великого шлему в одиночному розряді
| W | Ф | ПФ | ЧФ | #Р | КТ | К# | DNQ | A | NH |

| Турнір                                 | 1963  | 1964  | 1965  | 1966  | 1967  | 1968  | 1969  | 1970  | 1971  | 1972  | 1973  | 1974  | 1975  | 1976  | 1977  | 1978  | Career SR |
| -------------------------------------- | ----- | ----- | ----- | ----- | ----- | ----- | ----- | ----- | ----- | ----- | ----- | ----- | ----- | ----- | ----- | ----- | --------- |
| Відкритий чемпіонат Австралії з тенісу |       |       | 1р    |       |       |       |       |       |       |       |       |       |       | ЧФ    | A / A |       | 0 / 2     |
| Відкритий чемпіонат Франції з тенісу   |       | 2р    | 1р    | 2р    |       |       |       | Ф     | 1р    | ПФ    | ЧФ    | ПФ    | 2р    | ЧФ    | 3р    | ЧФ    | 0 / 12    |
| Вімблдонський турнір                   | 2р    | 3р    | 2р    | 1р    |       | 2р    |       | ЧФ    | 3р    | 2р    |       | ЧФ    |       |       | 2р    |       | 0 / 10    |
| Відкритий чемпіонат США з тенісу       | 2р    |       |       |       |       |       |       |       |       |       | ПФ    |       |       |       |       |       | 0 / 2     |
| SR                                     | 0 / 2 | 0 / 2 | 0 / 3 | 0 / 2 | 0 / 0 | 0 / 1 | 0 / 0 | 0 / 2 | 0 / 2 | 0 / 2 | 0 / 2 | 0 / 2 | 0 / 1 | 0 / 2 | 0 / 2 | 0 / 1 | 0 / 26    |

Нотатка: 1977 року Відкритий чемпіонат Австралії відбувся двічі: в січні та грудні.